# Der Ackermann

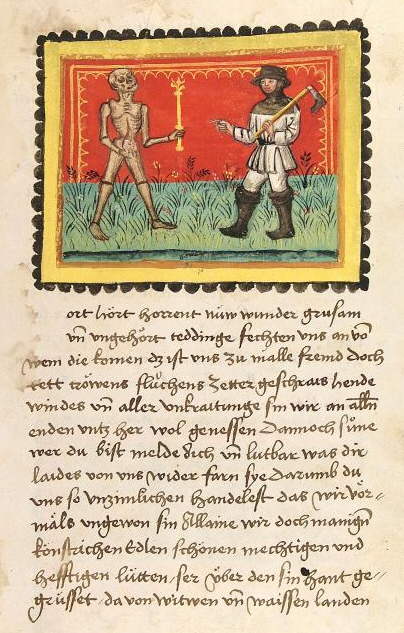
Pagina uit het tweede hoofdstuk van Der Ackermann

Der Ackermann, ook wel Der Ackermann aus Böhmen of Der Ackermann und der Tod genoemd, is een boek, dat ongeveer in 1401 door Johannes von Tepl (ook wel Johannes von Saaz genoemd) geschreven is. Het is een twistgesprek in 34 hoofdstukken tussen een Ackermann en de gepersonifieerde Dood. De taal van het werk is laat Middelhoogduits.

## Inhoud
Het boek is een dialoog tussen de Ackermann en de Dood. Beiden spreken om de beurt. 
De Ackermann komt langzaam van een hevige vervloeking en aanklacht van de Dood, naar een rustig gebed tot God. Eerst vervloekt hij de Dood, omdat deze hem zijn vrouw heeft afgenomen. In de loop van het gesprek wordt hij steeds iets meer in de verdediging gedrongen. Het terecht zijn van zijn woede en aanklacht lijken voor hem niet meer zo vanzelfsprekend te zijn als in het begin van het gesprek. Hij is nog steeds boos op de Dood en eist schadeloosstelling. Maar hij begint ook steeds meer God te danken voor de tuchtige vrouw, die Hij hem gegeven had.
Als duidelijk wordt dat de Dood echt niet van plan is de Ackermanns schade goed te maken, dan verzoekt de Ackermann God om hem schadeloos te stellen en wraak te nemen op de Dood.
Even later wil de Ackermann weten wie de Dood eigenlijk is, waar hij vandaan komt, en waar hij zijn macht aan ontleent. Hij is dus niet alleen boos meer, maar stelt nu ook meer vragen en wordt nieuwsgierig. Zijn houding in het gesprek wordt verstandelijker, minder opgewonden en minder emotioneel. Hij wil nu vooral gewoon de zaak kunnen begrijpen.
Op den duur moet de Ackermann nog meer inbinden. Nu vraagt hij zelf aan de Dood of hij iets verkeerd (iets onbetamelijks) gedaan heeft, en belooft dat hij het zal ontgelden als dat zo is. Maar als hij niets verkeerds gedaan heeft, eist hij nog steeds schadeloosstelling door de Dood. Of op zijn minst verwacht hij, dat de Dood hem dan wil leren, wat hij zelf kan doen om zijn verlies goed te maken.
Vanaf dan vraagt de Ackermann steeds meer om raad, over hoe hij zijn leed kan overwinnen. De Dood adviseert hem om alle emoties van zich af te zetten en zich niet te laten leiden door verlangen naar geluk. Het beste kan hij zich schikken in zijn lot, zich niet te veel hechten aan vergankelijke, aardse zaken en zich richten op God en een vroom leven. Het aardse leven is toch zinloos en verdorven, en het menselijke lichaam zorgt voor slechtheid en emoties die een mens op het verkeerde pad leiden.
De Ackermann verdedigt de mensheid tegenover de Dood. Ook vraagt hij nog steeds om raad, hoe hij zijn leven nu in moet richten. Het advies van de Dood, daar is hij het dus niet mee eens.
Omdat de twee het niet eens worden, en nu allebei willen weten wie er in zijn recht staat, roepen ze allebei om God als rechter. Hoofdstuk 33 is het oordeel van God. Deze geeft de Dood de overwinning, omdat nu eenmaal alles wat leeft moet sterven, maar geeft de Ackermann de eer, omdat deze goed gediscussieerd heeft. 
Het laatste hoofdstuk (34) is het slotgebed van de Ackermann, die bidt voor de ziel van zijn gestorven vrouw. Hij vraagt aan God om haar de eeuwige rust te schenken en haar op te nemen in Zijn Rijk. De Ackermann heeft zich dus eindelijk bij de situatie neergelegd.

## De personages en het twistgesprek nader bekeken

### De Ackermann
De Ackermann wordt weliswaar als persoon voorgesteld, maar is eigenlijk een symbolische vertegenwoordiger voor de hele mensheid. Zijn rol in het boek is niet die van zomaar een mens, maar die van dé mens. In zijn klacht spreekt hij eigenlijk namens de hele mensheid.
De Ackermann zegt over zichzelf in Hoofdstuk 3: Ik heet een Ackermann (Duits voor boer, landbewerker!). Mijn ploeg is van vogelgevederte. Dat betekent dus, dat hij een schrijver (klerk) is - zijn werktuig is de schrijfveer. Deze metafoor van de boer, die ook al in de naam Ackermann verwerkt is, heeft een belangrijke betekenis: de Ackermann representeert in dit boek dé mens, de "zaaier", die leven op aarde brengt (zoals God dat ook bedoeld heeft). De Ackermann verdedigt in het twistgesprek ook het recht van de mens op aards geluk. Hij verdedigt dus het plezier en de zin in het leven.

### De Dood
De Dood wordt in het boek als persoon neergezet, zodat hij zich verdedigen kan tegen de aanklacht, en zodat een gesprek mogelijk is. De Dood is de door God geschapene "maaier", die de aarde bewoonbaar moet houden, doordat hij al het overtollige "rooit en wiedt". Hij is het einde van het leven. In het gesprek valt hij het verlangen van de mens naar geluk op aarde aan.
De Dood zegt onder andere over zichzelf in hoofdstuk 16: Ik ben niets en ben toch iets. Niets, omdat ik leven, noch wezen, nog vorm heb, en geen geest ben, niet zichtbaar, niet tastbaar ben; wel iets, omdat ik het einde van het leven ben, het einde van het zijn, het begin van het niet-zijn, een tussending tussen deze twee. Ik ben een gebeurtenis, die alle mensen velt.
De lezer kan zich dus afvragen, hoe zo'n abstract idee dan zo concreet met de Ackermann in discussie kan zijn. Het is natuurlijk een beetje vreemd, dat de Dood, die duidelijk een eigen mening, kennis en gedrag vertoont, zichzelf hier als een abstract idee omschrijft. Dit probleem kan men oplossen, door het hele twistgesprek als een innerlijke dialoog van de Ackermann op te vatten; in deze interpretatie kan men de Dood als een vertegenwoordiger van Ackermanns rationele opvattingen zien, en de Ackermann als vertegenwoordiger van zijn eigen gevoelens. Het is dan een innerlijke strijd tussen tegenstrijdige gedachten. Maar dat is natuurlijk een mogelijke interpretatie, het is niet gezegd dat het boek zo opgevat hoeft te worden.

### Het twistgesprek
De discussie tussen de Dood en de Ackermann is een vroege getuige van humanistische uiteenzetting met geloof, wereldbeeld en mensbeeld. Dat humanistische is te zien aan verscheidene dingen:
- De Dood en de Ackermann zijn allebei zeer geleerd en kritisch, en beheersen de retorica;
- Allebei verwijzen ze naar antieke filosofen en historische feiten;
- Hun uiteenzetting met de wereld, de mensheid en hoe men zou moeten leven, toont een kritische instelling, die in die tijd niet zo gebruikelijk was.
De Dood vertegenwoordigt de middeleeuws-klerikale levensbeschouwing: het lichaam van de mens is alleen op slechte dingen gericht en al het aardse doen en laten is vergeefs en nietig. De mens kan zich het beste ver van het huwelijk houden. De beste weg naar God vindt men, door de proberen gevoelens zoals hoop, vreugde, rouw en angst uit zijn geest te verdrijven, want al deze gevoelens zijn misleidend. Hieruit spreekt het middeleeuwse idee van de wereldafkeer en ascese; de mens kan zich het beste met stoïcijnse gelatenheid in zijn lot schikken. Men moet zich niet door gevoelens of aardse zaken laten leiden.
De Ackermann daarentegen beschouwt de mens als de beste schepping van God. Hij benadrukt de rationele geest en de vele kunsten van de mens. Zijn mensbeeld is dus veel positiever dan dat van de Dood. Hoewel ook de Ackermann vindt, dat over het geheel genomen de wereld slecht, en de mensheid verdorven is, verdedigt hij toch het recht van de mens op aards geluk. Hij twijfelt eraan, of het zinvol is voor de mens, om te proberen gevoelens uit zijn geest te verdrijven. Hij gelooft namelijk, dat de menselijke geest ofwel met goede, deugdelijke, ofwel met slechte, kwalijke gevoelens gevuld is. Zou men proberen om de gevoelens uit te drijven, dan zouden slechte gevoelens de plaats van de goede gevoelens innemen.
God, die aan het einde van het twistgesprek als rechter optreedt, geeft de Ackermann de eer, maar de Dood de overwinning. Hij zegt, dat beiden goed geargumenteerd hebben.
Dat de Dood van God gelijk krijgt, betekent natuurlijk dat zijn wereldbeeld meer klopt. Daaraan ziet men dan ook, dat het boek slechts een vroege humanistische uiteenzetting met het geloof is; het is geenszins een protest tegen het geloof. Wél getuigt het werk, en ook het oordeel van God daarin, van begrip voor gevoelens, twijfels en verlangens, die ieder mens wel eens heeft, en van een ietwat genuanceerder, positiever mensbeeld dan in de middeleeuws-klerikale opvatting gebruikelijk was.